# Saint-Aubin-sur-Yonne
Saint-Aubin-sur-Yonne ist eine französische Gemeinde im Département Yonne (Region Bourgogne-Franche-Comté) im Arrondissement Sens und im Kanton Joigny. Die Gemeinde hat 435 Einwohner (Stand: 1. Januar 2022), die Looziens genannt werden.

## Geographie
Saint-Aubin-sur-Yonne liegt etwa 35 Kilometer nordwestlich von Auxerre an der Yonne. Umgeben wird Saint-Aubin-sur-Yonne von den Nachbargemeinden Villecien im Norden und Nordwesten, Joigny im Osten und Nordosten, Béon im Süden und Südwesten sowie Cézy im Westen.

## Bevölkerungsentwicklung
| Jahr                       | 1962 | 1968 | 1975 | 1982 | 1990 | 1999 | 2006 | 2018 |
| -------------------------- | ---- | ---- | ---- | ---- | ---- | ---- | ---- | ---- |
| Einwohner                  | 261  | 246  | 262  | 282  | 366  | 387  | 478  | 409  |
| Quellen: Cassini und INSEE |      |      |      |      |      |      |      |      |

## Sehenswürdigkeiten

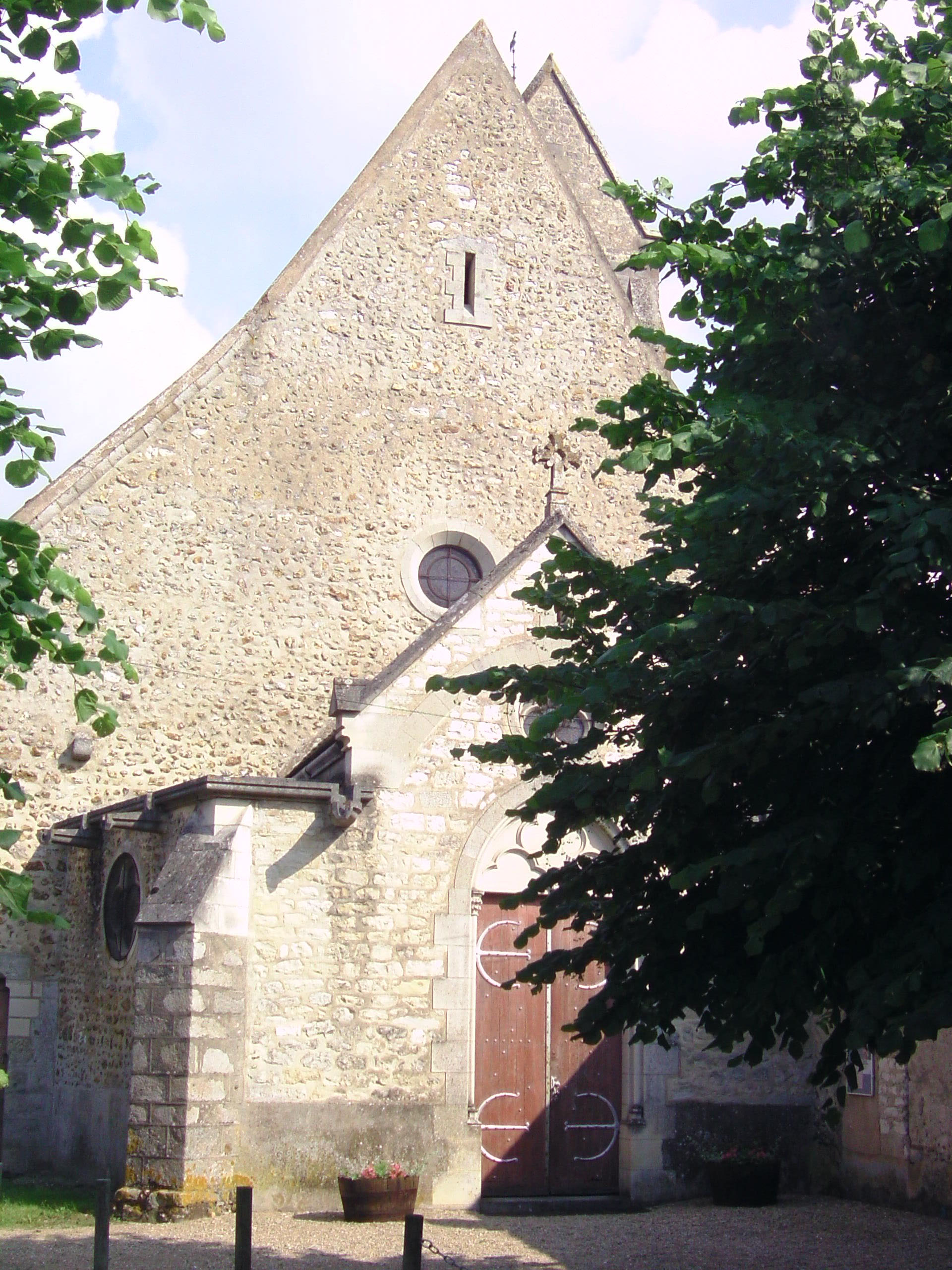
Kirche Saint-Aubin

- Kirche Saint-Aubin